# شهرستان بروکس (جورجیا)
شهرستان بروکس، جورجیا (به انگلیسی: Brooks County, Georgia) یک سکونتگاه مسکونی در ایالات متحده آمریکا است که در جورجیا واقع شده‌است.